# Красный Кушак
Красный Кушак (баш. Ҡыҙып Ҡушыҡ) — хутор в Зилаирском районе Республики Башкортостан Российской Федерации. Входит в состав Ивано-Кувалатского сельсовета.

## География

### Географическое положение
Расстояние до:
- районного центра (Зилаир): 35 км,
- центра сельсовета (Ивано-Кувалат): 18 км,
- ближайшей железнодорожной станции (Сибай): 100 км.

## Население
| 2002 | 2009 | 2010 |
| ---- | ---- | ---- |
| 57   | ↘26  | ↘10  |

Национальный состав
Согласно переписи 2002 года, преобладающая национальность — русские (98 %).